# Clocental
Clocental (Dolcental) là một thuốc an thần có nguồn gốc carbamate, có thể được điều chế bằng cách ethynyl hóa cyclohexanone sau đó là phản ứng với allophanyl chloride.

Tổng hợp clocental